# Basket Femminile Pavia
La pallacanestro pavese a livello femminile, trae le sue radici già nel 1934 in ambito regionale ed ebbe la prima partecipazione alla Divisione Nazionale Femminile nel 1935. In oltre 60 anni (sino al chiusura dell'attività nel 1998) è stata rappresentata al massimo livello da 4 diverse società: dapprima nel periodo anteguerra furono le Giovani Fasciste, negli anni '50 fu la Pallacanestro Pavia, poi negli anni '60 l'Onda e dal 1970 in poi il Basket Pavia. Tutte sono riuscite ad essere fortemente competitive, tanto che si contano ben 10 partecipazioni al primo livello del momento e 24 al secondo livello, con il posto d'onore come massimo risultato per due volte (nel 1963/64 e nel 1996/97) ed anche un titolo nazionale giovanile U18 (nel 1997/98).

## Storia

### Le pioniere degli anni trenta in Divisione Nazionale
La pallacanestro femminile a Pavia nasce nell’anno 1934 col suo primo campionato ufficiale (Campionato provinciale femminile di Prima Divisione). La squadra delle Giovani Fasciste di Pavia venne dichiarata vincente del campionato con diritto di partecipazione alle finali per il campionato di lombardo, dove affrontò Lodi, perdendo la finale col GUF Milano. Stimolate dall'attivissimo allenatore-arbitro-Fiduciario provinciale FIP, Prof. Aurelio Chiappero, le giovani atlete pavesi in virtù dei buoni risultati conseguiti a livello regionale, furono ammesse alla Divisione Nazionale 1935 inserite nel girone Nord con Canottieri Milano e la Ginnastica Torino. Persero con le milanesi e vinsero con le piemontesi, piazzandosi al 2º posto nel girone. Nella finale nazionale la Canottieri Milano si confermò campione, battendo Ginnastica Triestina e Pallacanestro Napoli.
Negli anni successivi le pavesine non riuscirono ad ottenere l'ammissione alla fase nazionale, ma contribuirono (insieme al GUF maschile) ad immettere il virus del basket anche fra le femmine, come la storia ha ampiamente dimostrato negli anni successivi.
Vale la pena citare i nomi delle pioniere: Pissavini, Peroncini, Malabarba, Zanoli, Tomelli, riserve Lucchini, Landini, Barani. Allenatore Prof. Aurelio Chiappero.

### Pallacanestro Pavia sezione femminile (anni 1950 - 1955)
La Pallacanestro Pavia era stata costituita nel giugno del 1947 e svolgeva attività maschile con la prima squadra che era nella massima serie, scatenando un grande entusiasmo ed ottenendo un largo seguito. Il che spinse un gruppo di ragazze a cimentarsi nello sport di moda, organizzate in due gruppi: il GS Necchi ed appunto la sezione femminile all'interno della Pall.Pavia. Si iscrissero entrambe alla Promozione Regionale 1950/51. Al primo anno di attività, con 15 vittorie ed 1 sola sconfitta, la Pall. Pavia vinse la fase regionale, poi anche la successiva fase semifinale interregionale “lombardo-triveneto” ottenendo l’ammissione alla Finale Nazionale nella quale si classificò al posto d'onore, meritandosi l'ammissione alla Serie B nazionale 1951/52. Stagione nella quale le pavesi vinsero il girone di qualificazione accedendo alla finale nazionale a 4, che vinsero, meritandosi l'accesso alla Serie A 1952/53, proprio nell'anno che i maschi retrocedettero in seconda serie. 
Una volta al massimo livello - sorprendentemente - le pavesi disputarono un grande torneo piazzandosi al 4º posto assoluto della Serie A 1952-53. Vale la pena anche qui di ricordare la formazione delle cestiste pavesi: cap. Miradoli, Pagani, Pollastri, Viola, Galfani, Bosoni, Toselli, Mesturino, Gelmetti, Vanzati. Guidi (dalla Comense), le 2 nazionali Anna Neri e Anna Sommi (da Piacenza) ed infine la giovane Silvana Pagani che il 10 Gennaio 1953 esordì in nazionale nell'amichevole Belgio-Italia 41-43. Allenatore di questo gruppo vincente, il ventenne Lele Rosolen, che iniziò da qui la sua prestigiosa carriera di allenatore contemporaneamente a quella di giocatore, che ritroveremo ancora nel capitolo relativo agli anni '70.
Purtroppo, essendo nello stesso anno ritornata in Serie A anche la squadra maschile, la società non potendo mantenere economicamente due formazioni al massimo livello, dovette fare delle dolorose scelte e chiuse la sezione femminile, che si fuse col GS Necchi che militava in Serie B, allenato da Edoardo Taveggia ed era composto da ottime giocatrici come Milena Gelmetti (che ebbe una gloriosa carriera in nazionale e nei club milanesi Ozo e Standa), Bonfante e la giovanissima Laura Bolis (che ebbero negli anni successivi un'onorevole carriera a livello nazionale). Nella stagione 1953/54 ottennero un 5º posto nel girone di qualificazione, mentre nella stagione 1954/55 (l'ultima) arrivarono allo spareggio per la promozione in Serie A col Fiat Torino, perso per 38-40, che decretò la chiusura della sezione femminile anche del GS Necchi, che preferì dirottare tutte le sue risorse alla Pallacanestro Pavia che era in Prima Serie maschile.

### Onda Pavia sezione femminile (anni 1957 - 1965) sino al "quasi scudetto"
La sezione femminile della AP Onda Pavia fu costituita nel dicembre 1957 dall'infaticabile DS Luigi Bigi, raggruppando agli ordini del dott. Edoardo Taveggia (già coach del GS Necchi), presso la Palestra della Casa dello Studente, una ventina di atlete tutte pavesi tra le quali Bonfante e Bolis che già avevano giocato nel GS Necchi Pavia in Serie B a metà anni ‘50. L’attività agonistica delle "ondine" iniziò iscrivendosi alla Promozione Regionale Lombarda 1958/59, inserite nel Girone B, vinto imbattute con accesso alle finali regionali, concluse al 4º posto, sufficiente per ottenere l’ammissione alla Serie B nazionale.
Anche nel campionato di Serie B 1959-60 il Girone A di qualificazione venne vinto agevolmente dalle ondine, garantendosi l’accesso alle SemiFinali nazionali; nelle quali l’Onda perdendo con Libertas Bologna rimase esclusa dalla Finale ma, col terzo posto finale, nel quadro dell’allargamento della massima serie a tre gironi, ottenne il ripescaggio alla Serie A 1960-61. Nella quale, pur presentandosi da neo-promossa con la stessa formazione dell’anno precedente, conseguì un onorevole 4º posto nel Girone A, alle spalle di Standa Milano, Autonomi Torino ed Electrolux Milano.
Vale la pena citare questo gruppo di atlete e staff (prevalentemente pavesi) che riportarono Pavia nella massima serie: Bonfante (cap.), Bolis, Pagani, Piacenza, Bruschi, Gallotti, Malinverno, Paolucci, Petrucci, Savoldi, Scola, Viola, Archinti. Coach il dottor Edoardo Taveggia, assistenti Brega e Renati, massaggiatore Luigi Vecchio.
Le ambizioni cominciavano a crescere e quindi in vista della Serie A 1961-62 la formazione venne potenziata col rientro della già nazionale Silvana Pagani, di Cortesi e Ferrario (dalla Standa Milano), Pozzato (dalla Cagnola Milano). Nel Girone B l’Onda ottenne un ottimo 3º posto dietro solo a Fiat ed Autonomi Torino, con il grande merito di aver inaugurato allo sport il PalaEspo il 26 novembre 1961, che sino al 1985 è stato il “fortino” del basket pavese. Piazzamento che permise alle pavesi di essere ammesse alla nuova Serie A 1962-63 a Girone Unico a 12 squadre, il che esaltò l’ambiente, tanto che Presidente venne nominato nuovamente l’Ing.Cazzani (proprio colui che nel 1947 ne aveva provocato la scissione) e subito si alzò l’asticella. La campagna acquisti fu sontuosa: arrivarono Licia Pasquali (dalla Standa Milano e 2 volte scudettata con Legnano), Nidia Pausich e Marisa Geroni (entrambe tri-scudettate con l'Udinese, che si era appena sciolta). Un trio di “nazionali”, che posero le pavesi nel novero delle favorite allo scudetto, come fu confermato dai fatti, tanto che l’Onda si piazzò al 3º posto assoluto superata solo da Fiat Torino e Standa Milano.
Eccoci arrivati all’anno top-down, al campionato di Serie A 1963-64: per la prima volta la società poté avvalersi di uno sponsor nell’azienda pavese di televisori FIRTE, il che permise di aggiungere al già fortissimo organico dell’anno precedente altre due pedine da quintetto: Pasquini (dall’Europhon Milano) e Nicoletta Persi (vincitrice di 5 scudetti con Trieste ed Udine e già 48 volte “azzurra”) proveniente dal Pejo Brescia. L’entusiasmo crebbe a dismisura alimentando le ambizioni di scudetto, che oggettivamente non erano una chimera. Persi-Pausich-Geroni costituivano un trio di livello internazionale, ben supportate dalle milanesi Pasquali e Pasquini e dalle validissime pavesi Bonfante (cap.), Bolis, Piacenza, Beretta e Pagani. Ben 5 delle ondine di quella stagione, erano nel giro della Nazionale.
Il girone di andata vide Onda e Fiat appaiate in testa con 17 punti, causa un inaspettato (poi diventato fatale) passo falso con la Standa a Milano Forza&Coraggio, bilanciato il 29 dicembre 1963, dalla vittoria 58-54 contro il Fiat Torino, Campione d’Italia in carica. Il Palazzo Esposizioni era gremito da circa 2.000 spettatori, che rappresentavano il record assoluto per un incontro di campionato femminile in Italia. Mentre le pavesi fecero seguire a quella vittoria un successivo percorso netto, nel ritorno il Fiat confermò la sua superiorità sulle milanesi, quindi torinesi ed ondine si ritrovarono a pari punti e divenne decisivo lo scontro diretto a Torino, perso 37-35 (per un arbitraggio assolutamente casalingo) tra mille polemiche e baruffe tra tifoserie. Al termine del campionato il Fiat conquistò lo scudetto con 35 punti e una sola sconfitta, contro i 34 (e due sole sconfitte) delle "ondine" al posto d’onore.
Ma una beffa ancora più grande stava arrivando. In seguito alla rinuncia per ragioni tecnico-politiche da parte della squadra campione d’Italia del GS Fiat, l’Onda (in quanto seconda classificata) fu invitata dalla F.I.B.A. a partecipare alla Coppa Europea dei Campioni dei rispettivi paesi. Era questa una notizia assolutamente "sensazionale", oltre che un’occasione probabilmente "irripetibile" per lo sport cittadino. Che però giungeva in un momento critico per la Società pavese, i cui dirigenti si stavano battendo per scongiurare l’esclusione dal massimo campionato nazionale, causa il sopraggiunto fallimento dello sponsor FIRTE che fece mancare anche il contributo promesso per la stagione appena conclusa. Purtroppo rimase tutto solo un bel sogno, nonché il punto più alto raggiunto da una compagine della città di Pavia nella storia della pallacanestro. 
Come accadde già ai maschi (terzi assoluti nel 1955/56), scalata la montagna, le società pavesi di pallacanestro non sono state in grado di voler/poter mettere la piccozza in vetta, more solito, causa il totale disinteresse delle forze economiche cittadine, pur se si era in pieno miracolo economico.

### Annabella Basket (anni 1970-1982) dal minibasket alla massima serie
Dopo 5 anni di totale assenza di attività cestistica femminile di vertice, per merito di Lele Rosolen (che nel frattempo aveva rilevato la gestione anche dell’Onda maschile) e dell’amico presidente Dr.Casinghini, nel 1970 si venne a formare un primo gruppo giovanile femminile che partecipò ai Giochi della Gioventù . Nel 1972/73, col supporto della sponsorizzazione dalla Pellicceria Annabella, esordì nel campionato di Promozione con una squadra totalmente formata da atlete pavesi, ottenendo vincendola nel 1974/75 la promozione alla Serie B nazionale. Di quei primi anni le giocatrici erano tutte giovanissime e pavesissime. Raggiunta la Serie B il roster necessitava di rinforzi e Rosolen riuscì a portare a Pavia Luisa Zambon (ex-nazionale ed una delle migliori giocatrici italiane del tempo) che a 34 anni volle concludere la sua carriera, aiutando la giovane Annabella a salire nella massima serie. Cosa che avvenne nella stagione 1976/77, anche grazie all’inserimento dell'esperienza della veterana ex-Onda Laura Bolis, di Ferrante (da Roma) e Rebosio (dalla Standa). Dopo l'ultima apparizione dell'Onda nel 1964, si concretizzava la missione di riportare Pavia al massimo livello femminile. Tutto ciò grazie alla competenza del timoniere Lele Rosolen, al grande supporto e passione del Dr.Ravizza ed all'impegno delle ragazze artefici di quel successo, che vale la pena ricordare: oltre le sopra citate veterane, le giovani pavesi cresciute nel vivaio: Bocchieri, Gandolfi, le sorelle Gastaldi, Ficara, Gnocchi, Contardini, Trabatti, Rosolen, Montemartini.
Nel campionato di Serie A 1977-1978 l’Annabella si trovò di fronte avversarie fortissime e faticò a prendere le misure del notevolmente aumentato livello (GEAS, Torino, Treviso, Vicenza). Compiuto il loro compito le veterane lasciarono la scena, ma non vennero sostituite adeguatamente dalle nuove arrivate : l'alessandrina Zecchin, De Mori e Pedrini dalla Standa. La 1ª fase terminò con una sola vittoria e 13 sconfitte. La Poule salvezza a 8 finì con 5 vinte, che non bastarono a mantenere la categoria, così che le pavesi retrocessero mestamente in serie B. Nella quale, con l’avvento alla presidenza del Avv.Lo Buglio furono disputate due stagioni discrete, che permisero l’ammissione alla neonata Serie A2 (che di fatto era sempre un B a nuovo nome). Nella stagione 1980/81 e nella successiva 1981/82, l’Annabella si piazzò al 10º posto e nell’estate 1982 l'Annabella Pellicceria non rinnovò l’abbinamento, Rosolen lasciò la direzione tecnica e si trasferì ad Alessandria.
Si chiuse così un decennio molto positivo, che sancì la rinascita del basket femminile cittadino e trainato il successivo ventennio stabilmente al 2º livello nazionale femminile, con punte di assoluta eccellenza negli anni '90.

### Basket Pavia (anni 1982-1998) il ritorno in A1F fino alla chiusura dell'attività
La società, non senza difficoltà dovette ristrutturarsi e nel 1984/85 retrocesse in Serie B, ma, grazie al grande impegno del presidente Lo Buglio e della dirigente Elena Rovati, nel 1985/86 ritornò trionfalmente in Serie A2 con un canestro rocambolesco della disperazione lanciato da Cris Gandolfi (veterana dell'Annabella) nello spareggio-promozione con Bolzano. Categoria mantenuta costantemente tra alti e bassi, anche con abbinamenti prestigiosi (Cademartori), sino alla fine degli anni ’90. Ottime giocatrici si avvicendarono in quegli anni, molte provenienti da Milano, ma anche un buon nucleo di pavesi come Montemartini, Vittorio, Necchi, Vietti, Gruppi.
Nell'estate 1991 nell'AS Basket Pavia avvenne un cambio ai vertici e il ragionier Ripa fu nominato presidente, con nuovo sponsor trovato nella torrefazione Moka Sir's. La categoria restava la A2F e per 4 volte consecutive venne persa la finale per salire in A1F: nella stagione 91/92 col GEAS Sesto, nella stagione 92/93 con Lissone, nella stagione 93/94 con Bologna. E anche se nella stagione 1994-95 la A2F cambiava nome nel fantasioso "A1 poule B", non cambiava la sostanza e ancora le pavesi persero la finale dei "play off promozione", stavolta con il Basket Costa Masnaga. Nel luglio 1995 entrò a sostenere il club il nuovo sponsor Gruppo Brasilia-Ulka e la dirigenza decise di non affrontare un'altra volta la categoria cadetta, bensì di acquisire il diritto di A1F da Avellino, così che Pavia dopo 17 anni (l'ultima occasione fu nel 1977/78 con Annabella) tornò al massimo livello femminile nazionale. 
Nella Serie A1F 1995-1996, allenatore Roberto Ricchini (futuro coach della nazionale), l'impatto con la massima categoria si venne subito a sentire e, dopo un preoccupante 11º posto nella stagione regolare, la Brasilia ottenne la salvezza grazie al 2º posto nella poule retrocessione. L'esordio in A1F è anche l'ultimo anno delle bandiere locali Conciatori, Vietti e Gruppi, con la giovane Annalisa Zanierato (nazionale juniores), supportate dalla coppia USA Hampton ed Edwards, dalla veterana Cinzia Zanotti e dalla emergente Elisabetta Moro (che diventerà il play della nazionale). 
Nel luglio 1996, lo sponsor che aveva contribuito all’acquisto del diritto sportivo di A1, comunicò che avrebbe ridotto notevolmente il proprio contributo. Il Presidente Ripa allora riuscì a convincere il presidente Invernizzi di Vittuone (società con la quale esisteva già una collaborazione a livello giovanile) ad unire in sinergia le due società. Nella stagione di Serie A1F 1996-1997 si alzò quindi l'asticella: la sede restava a Pavia, PS Invernizzi e VP operativo Ripa, sponsor l'azienda SIVE di Vittuone, campo di gioco Vittuone nella stagione regolare e Pavia nei Play off. Al titolato coach Paolo Rossi (cestista), già vincitore di uno scudetto e una Coppa Campioni con Cesena, fu affidata la conduzione tecnica della squadra di A1 e la supervisione del Settore giovanile. Dopo uno stupefacente 2º posto in stagione regolare, Pavia conquistò la semifinale play-off (persa 0-2 con Parma). Nella stagione di Serie A1F 1997-1998, con il 4º posto in stagione regolare le pavesi si confermarono ai vertici nazionali, arrivando alla semifinale play off poi persa con la Comense 1-2 (71-73 il risultato nello spareggio per accedere alla finale). Stagione impreziosita dalla conquista dello scudettino juniores http://www.fip.it/giovanile/DocumentoDett.asp?IDDocumento=63741 che è l'unico titolo giovanile che abbia mai conseguito una società di Pavia nella pallacanestro.
Con questi due piazzamenti, Pavia ottenne il diritto (sul campo) di partecipazione alla Coppa Ronchetti. Prima ed unica presenza internazionale di un club pavese nella storia del basket che però, paradossalmente, non fu mai giocata a Pavia, ma bensì un anno a Novara e il successivo al Palalido di Milano. 
Furono due stagioni splendide ma assai onerose economicamente, perché l'organico era di prim'ordine, con le USA Hapton, Edwards, Trice e Jordan supportate dalle nazionali italiane Marianna Balleggi, Angela Arcangeli, Renata Salvestrini, Susanna Padovani e, pur se i risultati sul campo mantennero le promesse della vigilia, la pallacanestro femminile (in anni nei quali era assente un'attività maschile di vertice) non riuscì a suscitare il seguito tra i tifosi che la dirigenza si aspettava tanto che, nell’estate 1998, il diritto di Serie A1F 1998-1999 venne ceduto alla società Bees di Treviglio, trasferendone attività e campo di gioco, anche se per un anno conservò il nome di Basket Pavia, ultima stagione “virtuale” di Pavia nel basket femminile di vertice.

## Compendio statistico

### Cronologia sintetica dei campionati disputati
| Cronistoria del Basket Femminile di Pavia |
| --- |
| -- G.F. Pavia - 1935 · 2ª nel girone A di Divisione Nazionale. -- Pallacanestro Pavia - GS Necchi - 1951 · 1ª nel girone A della Promozione Lombarda femminile, 1ª nella fase interregionale, 2ª nella finale nazionale, promossa in Serie BF - 1952 · 1ª nel girone C di Serie BF, 1ª nella finale nazionale, promossa in Serie AF - 1953 · Serie A 4ª nel girone unico, rinuncia al diritto - 1954 · 5ª nel girone A di Serie BF. - 1955 · 2ª nel girone A di Serie BF, perde spareggio 38-40 con Fiat Torino, cessa attività. -- Onda Pavia - 1958-1959 · 1ª nel girone B della Promozione Lombarda femminile, 4ª nelle finali regionali, promossa in Serie BF - 1959-1960 · 1ª nel girone A di Serie B, accede alle semifinali nazionali, 3ª assoluta, ripescata in Serie AF - 1960-1961 · Serie A 4ª nel girone A - 1961-1962 · Serie A 3ª nel girone B ammessa alla Serie AF a girone unico - 1962-1963 · Serie A 3ª assoluta - 1963-1964 · Serie A 2ª assoluta, ammessa alla Coppa dei Campioni d'Europa, rinuncia e si iscrive alla Promozione Lombarda - 1964-1965 · 1ª nel girone B della Promozione Lombarda femminile, cessa attività. -- Basket Pavia - 1973-1974 · 1ª nel girone A della Promozione Regionale femminile, 1ª nella fase interregionale, promossa in Serie BF - 1974-1975 · 4ª nel girone A della Serie B - 1975-1976 · 1ª nel girone A della Serie B, Perde spareggio promozione. - 1976-1977 · 1ª nel girone A di Serie B, Promossa in Serie AF - 1977-1978 · Serie A 8ª nel girone A, 7ª in Poule salvezza, retrocede in Serie B - 1978-1979 · nel girone A della Serie B - 1979-1980 · 1 nel girone A della Serie B, perde lo spareggio promozione in serie A/1 contro Spinea, ammessa alla A2F neo-costituita - 1980-1981 · Serie A2 10ª nel girone A a 14. - 1981-1982 · Serie A2 11ª nel girone A a 14. - 1982-1983 · Serie A2 7ª nel girone A a 14. - 1983-1984 · Serie A2 9ª nel girone A a 14. - 1984-1985 · Serie A2 9ª nel girone A, retrocede in serie B - 1985-1986 · Serie B nel girone A poi vince spareggio con Bolzano, Promossa in Serie A2F - 1986-1987 · Serie A2 5ª nel girone A a 8 e 1ª nella poule salvezza. - 1987-1988 · Serie A2 9ª nel girone unico a 14. - 1988-1989 · Serie A2 ??? - 1989-1990 · Serie A2 ??? - 1990-1991 · 9ª nel Girone Nord di Serie A2. - 1991-1992 · Serie B ??? - 1992-1993 · Serie A2 eliminata nei play off da Lissone - 1993-1994 · Serie A2 eliminata nei play off da Libertas BO - 1994-1995 · Serie A2 Eccellenza 6ª nel girone unico a 14, eliminata nei play off, rileva diritto A1F da Avellino - 1995-1996 · Serie A1F 11ª in stagione regolare, 1ª nella poule salvezza. - 1996-1997 · Serie A1F trasferisce parzialmente l'attività a Vittuone - 2º posto in stagione regolare, eliminata in semifinale play off 0-2 da Parma. - 1997-1998 · Serie A1F trasferisce l'attività a Vittuone e cessa completamente l'attività a Pavia cedendo a fine stagione il diritto a Bees Treviglio |

### Riepilogo migliori piazzamenti e partecipazioni
| PALL.PAVIA        | 1° LIVELLO | 2° LIVELLO | 3° LIVELLO | TOTALE   |
| categoria         | Serie A    | Serie B    | Promo Reg. | Cat.Naz. |
| ----------------- | ---------- | ---------- | ---------- | -------- |
| Partecipazioni    | 1          | 3          | 1          | 11       |
| Miglior risultato | 4º 1952-53 | 1º 1951-52 | 1º 1950-51 |          |
| ONDA PAVIA        | 1° LIVELLO | 2° LIVELLO | 3° LIVELLO | TOTALE   |
| categoria         | Serie A    | Serie B    | Promo Reg. | Cat.Naz. |
| Partecipazioni    | 4          | 1          | 2          | 7        |
| Miglior risultato | 2º 1963-64 | 3º 1959-60 | 1º 1958-59 |          |
| BASKET PAVIA      | 1° LIVELLO | 2° LIVELLO | 3° LIVELLO | TOTALE   |
| categoria         | Serie A    | Serie A2-B | Serie B    | Cat.Naz. |
| Partecipazioni    | 4          | 20         | 4          | 28       |
| Miglior risultato | 2º 1996-97 | 6º 1994-95 | 1º 1985-86 |          |

### Risultati in FIBA Ronchetti Cup 1997/98
| Stagione         | Fase                   | Squadra A                        | Squadra B                        | Andata | Ritorno             |
| 1997-98 dettagli | Qualifiers Round-1     | Lachen Ramat Hasharon Israele    | Sea Logistic Basket Pavia Italia | 84-83  | 87-83               |
| 1997-98 dettagli | Qualifiers Round-2     | Sea Logistic Basket Pavia Italia | Besiktas Istanbul Turchia        | 78-50  | 75-68               |
| 1997-98 dettagli | 16th Round qualificata | Sea Logistic Basket Pavia Italia | USK Praha                        | 67-56  | 47-51 (tot.114-107) |
| 1997-98 dettagli | 8th Round qualificata  | Sea Logistic Basket Pavia Italia | W Basket Bordeaux Francia        | 70-68  | 82-63 (tot.152-131) |
| 1997-98 dettagli | 4th Round eliminata    | Sea Logistic Basket Pavia Italia | Elitzur Delek Ramla Israele      | 61-75  | 60-47 (tot.121-122) |